# Klukowicze (rejon lidzki)
Klukowicze (biał. Клюкавічы, ros. Клюковичи) – wieś na Białorusi, w obwodzie grodzieńskim, w rejonie lidzkim, w sielsowiecie Bielica.

## Historia
Wieś szlachecka  położona była w końcu XVIII wieku w powiecie lidzkim województwa wileńskiego. 
W XIX w. Klukowicze leżały w powiecie lidzkim guberni wileńskiej. W 1866 r. liczyły 10 domów i 94 mieszkańców.
W okresie międzywojennym Klukowicze należały do gminy Bielica w powiecie lidzkim województwa nowogródzkiego II Rzeczypospolitej. 
Po II wojnie światowej Klukowicze znalazły się w granicach Białoruskiej SRR, a od 1991 r. – w niepodległej Białorusi.